# Неходжкинские лимфомы
Неходжкинские лимфомы, или НХЛ (англ. Non-Hodgkin's Lymphoma, NHL) — общее сборное наименование клинически, морфологически, иммунофенотипически и цитогенетически весьма разнообразной группы лимфом, включающей все лимфомы, кроме «лимфомы Ходжкина» (лимфогранулематоза).
Разновидности НХЛ значительно различаются по своему клиническому течению, от индолентных (медленно растущих) до очень агрессивных форм. Лимфомы — это злокачественные опухоли, происходящие от лимфоцитов. Лимфомы, в том числе и НХЛ, сегодня лечатся той или иной комбинацией методов химиотерапии, иммунотерапии (в частности, применением интерферона, моноклональных антител), лучевой терапии и трансплантации гемопоэтических стволовых клеток.
В современной классификации лимфом ВОЗ, принятой в 2008 году, в значительной степени отказались от устаревшего на сегодняшний день противопоставления «лимфомы Ходжкина» и «неходжкинских лимфом». Вместо этого классификация ВОЗ объединила более 80 различных форм лимфом в четыре основные группы. Для сравнения, предыдущая классификация лимфом, принятая в 1982 году Рабочей группой по изучению лимфом и в настоящее время уже считающаяся устаревшей, но всё ещё применяемая для возможности статистического сравнения с предыдущими десятилетиями, признавала и выделяла всего 16 подтипов неходжкинской лимфомы.
Суммарная (средняя) пятилетняя выживаемость при всех типах НХЛ в США на сегодняшний день составляет 69 %. Однако на самом деле показатели пятилетней выживаемости весьма различны при разных типах НХЛ, разных стадиях заболевания при одной и той же форме НХЛ, а также в разных прогностических группах (определяемых наличием клинических и биологических факторов риска: конкретный морфологический подтип, иммунофенотип, конкретные цитогенетические аномалии, пролиферативный индекс опухоли) в рамках одной и той же формы НХЛ.

## Причины лимфом
Различные формы лимфом имеют различные причины. Для некоторых форм установлены те или иные связи с различными этиопатогенетическими факторами (не обязательно являющимися непосредственной причиной развития лимфомы в каждом конкретном случае).

### Инфекционные агенты
- Вирус Эпштейна — Барр — ассоциирован с лимфомой Беркитта, лимфогранулематозом, фолликулярной дендритно-клеточной саркомой, экстранодальной NK-T-клеточной лимфомой;[4]
- Вирус человеческого Т-клеточного лейкоза — ассоциирован с Т-клеточной лимфомой у взрослых;
- Helicobacter pylori — ассоциирована с MALT-лимфомой желудка;
- Вирус герпеса человека 8-го типа — ассоциирован с первичной эффузионной лимфомой, многоцентровой болезнью Кастлмена;
- Вирус гепатита C — ассоциирован с лимфомой селезёночной маргинальной зоны, лимфоплазмацитарной лимфомой, диффузной B-клеточной крупноклеточной лимфомой;[5]
- ВИЧ-инфекция.[6]

### Воздействие канцерогенов и мутагенов
Развитию лимфом способствуют некоторые химические канцерогены и мутагены, в частности такие, как полихлорированные бифенилы (ПХВ), дифенилгидантоин (фенитоин), диоксин, некоторые фенокси-гербициды.
Также развитию лимфом способствует приём цитостатических химиопрепаратов, особенно алкилирующих препаратов, воздействие ионизирующей радиации, в том числе медицинская лучевая терапия.

### Иммуносупрессия
Развитию лимфом, как и других видов злокачественных новообразований, способствует приём иммуносупрессоров, в частности глюкокортикоидов, циклоспорина.

### Генетические заболевания
Предрасполагают к развитию лимфом такие генетические заболевания, как синдром Клайнфельтера, синдром Чедиака-Хигаси, синдром атаксии-телеангиэктазии.

### Аутоиммунные заболевания
Предрасположенность к развитию лимфом создают также такие аутоиммунные заболевания, как синдром Шегрена, трофические язвы, ревматоидный артрит, системная красная волчанка.

## Эпидемиология
Количество случаев неходжкинской лимфомы в мире за последние десятилетия увеличилось. Так, в 2010 году в мире было зарегистрировано 210 000 смертей от всех форм НХЛ, по сравнению с 143 000 смертей от НХЛ в 1990 году.

## Исторические сведения
Лимфогранулематоз (ЛГМ, ЛГР), или болезнь Ходжкина, лимфома Ходжкина (англ. Hodgkin's lymphoma (HL) или англ. Hodgkin's disease) была впервые выделена и описана как отдельная форма лимфомы Томасом Ходжкином в 1832 году, и поэтому названа по его имени. Лимфома Ходжкина была исторически первой отдельно классифицированной и охарактеризованной формой лимфомы. Другие формы лимфомы были выделены и описаны позже. В связи с этим появилась необходимость их классифицировать. А поскольку лимфома Ходжкина оказалась гораздо более чувствительной к ионизирующему излучению, чем другие формы лимфом, и имела более благоприятный по сравнению с другими лимфомами прогноз при единственном доступном в то время лечении — лучевой терапии, то выделение и классификация лимфомы Ходжкина отдельно от других типов лимфом имело важное клиническое значение для онкологов и их пациентов. Такая же ситуация — более благоприятный по сравнению с другими типами лимфом прогноз — продолжала иметь место при появлении первых средств химиотерапии — так, мустин (вещество) достаточно долго применялся в схеме MOPP при лечении лимфогранулематоза. Это объясняет то, что энтузиазм исследователей лимфом первоначально был почти полностью сосредоточен на лимфоме Ходжкина (лимфогранулематозе). Первая общепринятая классификация лимфомы Ходжкина была предложена Робертом Дж. Луки в 1963 году.
В то время как в отношении классификации лимфомы Ходжкина был быстро достигнут консенсус специалистов, осталась не классифицированной большая сборная группа очень разных по течению и прогнозу видов лимфом, которые противопоставлялись лимфоме Ходжкина и неформально назывались «неходжкинскими лимфомами». Первой общепринятой классификацией неходжкинских лимфом стала классификация Раппапорта, предложенная Генри Раппапортом в первой редакции в 1956 году, и пересмотренная им в 1966 году. На основе развития и усовершенствования классификации Раппапорта Рабочая группа по изучению лимфом в 1982 году опубликовала новую классификацию лимфом. В ней был официально введён термин «неходжкинские лимфомы» и определены три большие группы неходжкинских лимфом в соответствии с градацией их клинической агрессивности (скоростью размножения клеток и, соответственно, скоростью прогрессирования заболевания).
Тем не менее, согласно этой классификации, группа НХЛ состоит из 16 совершенно различных подвидов «неходжкинских лимфом», которые на самом деле имеют мало общего друг с другом как клинически, так и биологически. Они сгруппированы в три большие группы по степени их агрессивности, но в каждой подгруппе находятся опухоли, имеющие совершенно различную биологическую природу, разный патогенез и разный прогноз, и требующие разных подходов к лечению. Однако классификация НХЛ по степени их агрессивности удобна в практическом смысле. При менее агрессивных формах НХЛ возможно длительное выживание без лечения, только лишь на динамическом наблюдении, в то время как при более агрессивных формах лимфомы отсутствие активного лечения может быстро привести к смерти. Поэтому без дальнейшего уточнения диагноза название заболевания «неходжкинская лимфома» несет нулевую информативность как для пациентов, так и для врачей.

## Современное использование термина
Несмотря на все сложности и ограничения, классификация Рабочей группы по изучению лимфом от 1982 года, и, соответственно, широкая диагностическая категория и термин НХЛ («неходжкинские лимфомы») продолжают использоваться в целях сбора и обработки статистики многими крупными агентствами по изучению злокачественных опухолей, рака и лимфом. Так, в частности, термин НХЛ продолжают использовать в своей статистике IARC, Канадское общество по изучению рака, Американский национальный институт по изучению рака.

## Неходжкинские лимфомы и ВИЧ
Американским Центром по контролю и профилактике заболеваний (CDC), начиная с 1987 года, определённые типы неходжкинской лимфомы включены в список СПИД-ассоциированных опухолей (то есть опухолей, характерных для заболевания СПИДом и являющихся, согласно определению термина СПИД, симптомом наличия у пациента заболевания СПИДом, а не просто носительства ВИЧ-инфекции). Считается, что в патогенезе СПИД-ассоциированных лимфом играет роль наблюдаемая при СПИДе иммуносупрессия, а не само по себе инфицирование ВИЧ. И действительно, имеется чёткая корреляция между степенью иммуносупрессии (количеством CD4+ T-клеток и соотношением CD4+/CD8+) и риском развития СПИД-ассоциированных форм НХЛ. Кроме того, возможно, что другие ретровирусы, такие, как вирус Т-клеточного лейкоза человека (HTLV), распространяются теми же механизмами как на клеточном, так и на популяционно-эпидемиологическом уровне, что и ВИЧ-инфекция. Это повышает как частоту случаев ко-инфекции, так и скорость размножения обоих типов ретровирусов в случае попадания их обоих в один организм. Естественное течение ВИЧ-инфекции значительно изменилось, а частота и скорость перехода ВИЧ-носительства в клинически явный СПИД значительно снизились в последние годы в связи с появлением высокоактивной антиретровирусной терапии (ВААРТ). Как следствие, в последние годы значительно снизилась заболеваемость НХЛ у ВИЧ-инфицированных пациентов.

## Лечение
- Моноклональные антитела: ритуксимаб, тафаситамаб, полатузумаб ведотин, эпкоритамаб[англ.], глофитамаб[англ.].
- Коньюгаты: полатузумаб ведотин, лонкастуксимаб тезирин.
- Радиоиммунотерапия: ибритумомаб тиуксетан[англ.].
- Генная терапия: тисагенлеклеусел, axicabtagene ciloleucel, lisocabtagene maraleucel.
- Химиотерапия — один из основных методов лечения лимфом вообще и НХЛ в частности
- Иммунотерапия
- Лучевая терапия
- CHOP — один из наиболее распространённых режимов химиотерапии при НХЛ